# Mazama de Mérida
El mazama de Mèrida (Mazama bricenii) és una petita espècie de cérvol. Viu als Andes de Sud-amèrica i té una distribució geogràfica limitada. Anteriorment se'l considerava una subespècie del mazama vermell, però des del 1987 que se'l considera una espècie diferent.